# Swietłana Ankiczewa
Swietłana Aleksandrowna Ankiczewa (ros. Светлана Александровна Анкичева; ur. 23 sierpnia 1996) – kazachska zapaśniczka startująca w stylu wolnym. Zajęła dwunaste miejsce na mistrzostwach świata w 2022.
Ósma na igrzyskach azjatyckich w 2022. Piąta na mistrzostwach Azji w 2025. Brązowa medalistka wojskowych MŚ w 2024. 
Druga na MŚ juniorów w 2016. Mistrzyni świata kadetów w 2013. Mistrzyni Azji U-23 w 2019 roku. 